# جون سيمبسون (سياسي)
جون سيمبسون هو سياسي كندي، ولد في 1788، وتوفي في 21 أبريل 1873. انتخب Member of the  Legislative Assembly of Lower Canada ‏ (1824 – ).